# Zonites algirus
Espèce

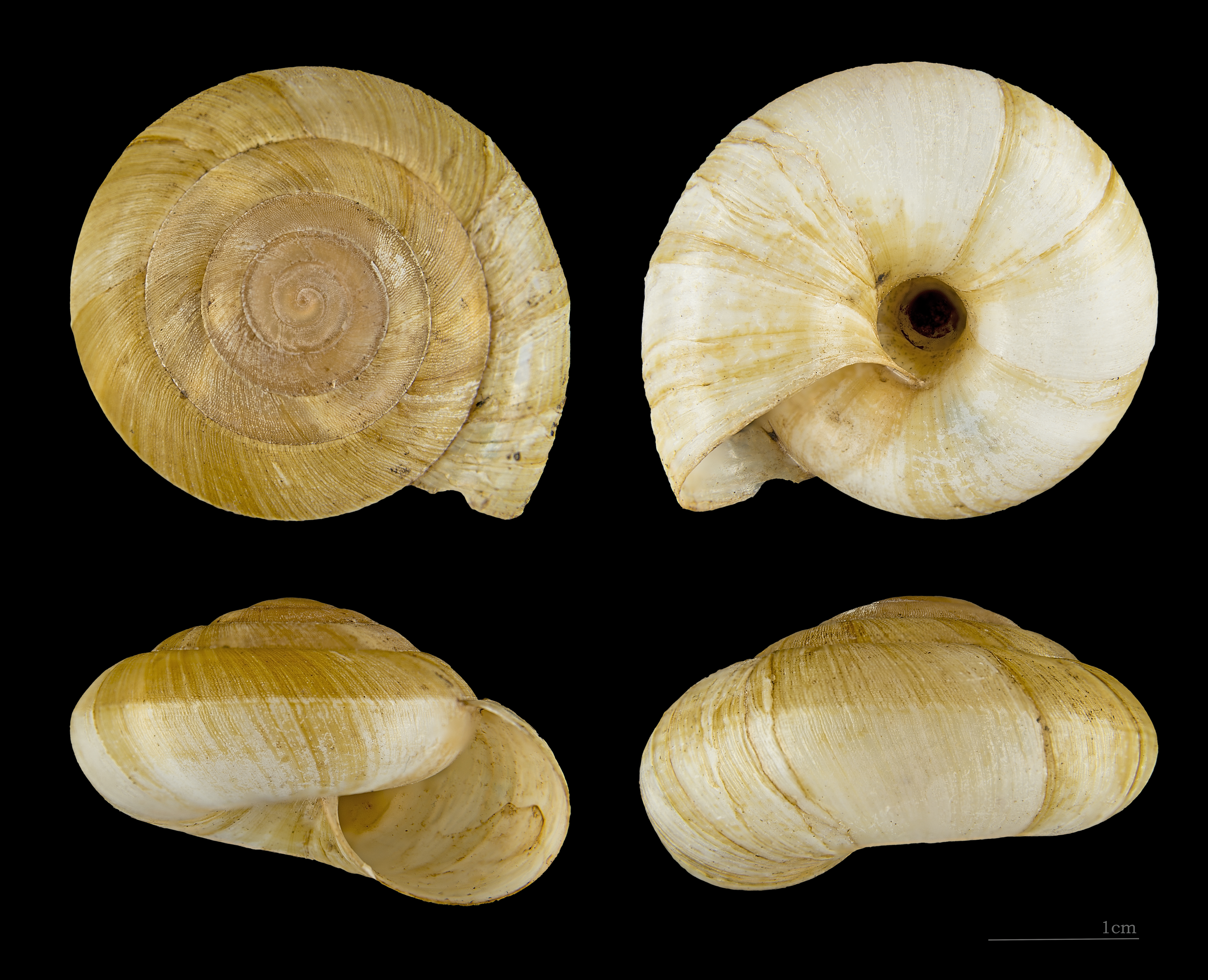
Coquille - Muséum de Toulouse

Zonites algirus est une espèce d'escargots méditerranéens, de la famille des Zonitidae, et du genre Zonites. C'est l'espèce type pour le genre.

## Historique et dénomination
- L'espèce Zonites algirus a été décrite par le naturaliste suédois Carl von Linné en 1758, sous le nom initial d'Helix algirus[1].

### Synonymie
- Helix algirus Linné, 1758 Protonyme.

### Noms vernaculaires
- Zonite peson, escargot peson, mange-merde, lampe à huile, il se nourrit parfois sur des excréments et des cadavres[2].

## Description
La coquille est de couleur beige-vert à blanc-crème (ces couleurs s'atténuent après la mort de l'animal).
Elle est aplatie à ouverture large et ovale. Le dessous de la coquille présente un « ombilic » large et arrondi.
Chez l'adulte, elle est de grande taille : de 20 à 28 mm sur 30 à 50 mm, ce qui fait de Zonites algirus l'un des plus gros escargots terrestres français.

## Habitat et répartition
C'est un des escargots vivant dans le bassin méditerranéen.
Sa répartition géographique est encore mal connue. Zonites algirus fait pour cette raison l'objet, avec 3 autres espèces méditerranéennes (ou européennes telles que Trochoidea elegans) d'une enquête « interactive » dans le cadre d'un dispositif de type Science citoyenne, dit « Caracol » initié et  piloté par l'ONEM.

## Statut
Cette espèce, ainsi qu’Helix pomatia et Helix aspersa, fait l'objet d'une protection partielle par arrêté ministériel.